# Kosmetik-Kombinat Berlin

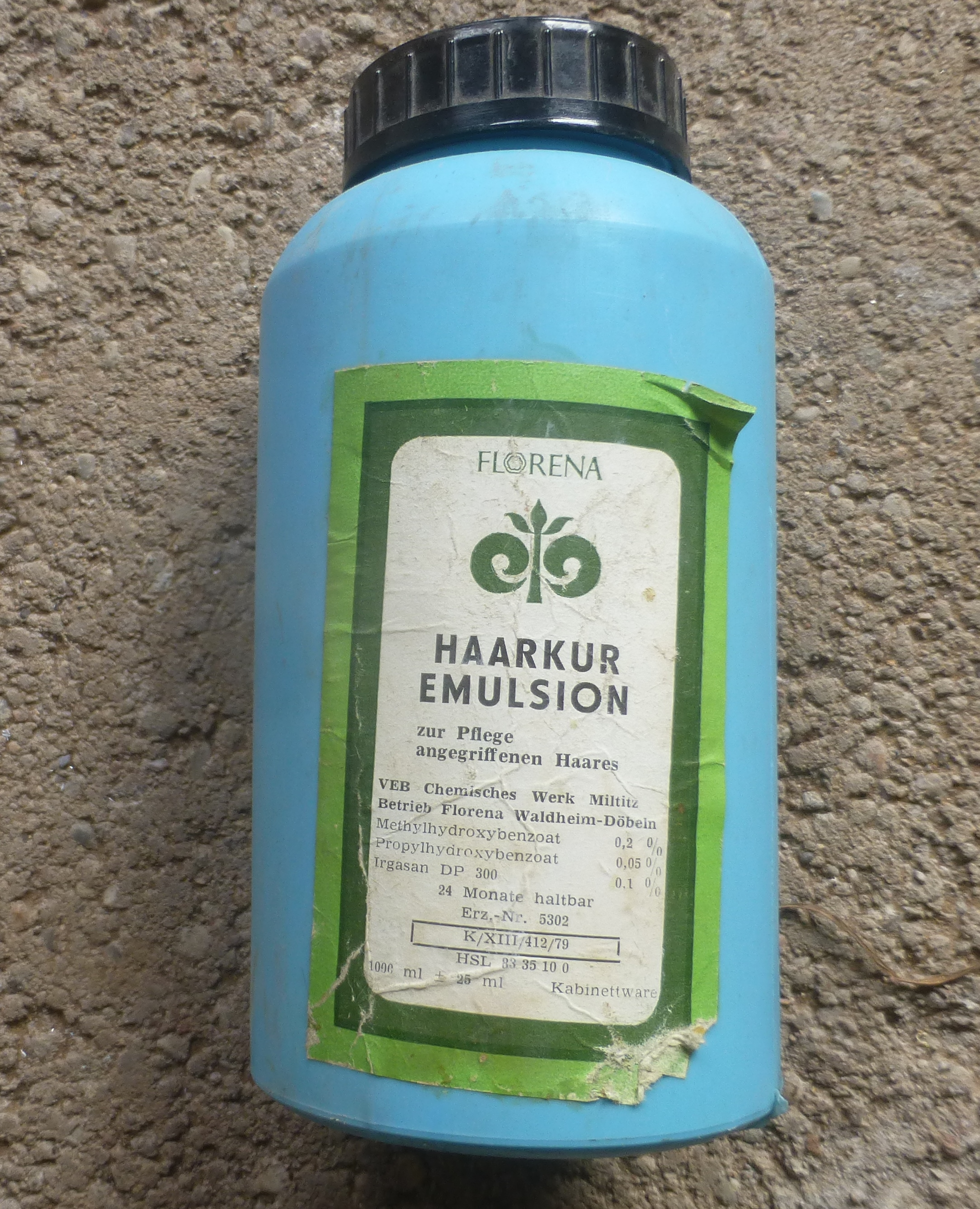
Haarkur-Produkt der Marke Florena.

Der VEB Kosmetik-Kombinat Berlin wurde 1981 gegründet und war ein Kombinat in der DDR. Es bestand infolge der deutschen Wiedervereinigung und der damit verbundenen Auflösung volkseigener Betriebe bis zum Oktober 1990. Es hatte seinen Sitz in der Anklamer Straße 38 in Berlin-Mitte.

## Organisation und Produktüberblick
Das im Jahr 1981 nach Auflösung der VVB Leichtchemie gegründete Kombinat unterstand dem Ministerium für Chemische Industrie. Weitere zentralgeleitete Kombinate im Zuständigkeitsbereich dieses Ministeriums sind in der Liste von Kombinaten der DDR aufgeführt.
Die Betriebe des Kombinats hatten ein Monopol auf kosmetische Produkte und deckten rund 95 % des entsprechenden Binnenhandelsumsatzes der DDR ab. Im Jahr 1989 betrug der Umsatz des Kombinats 3 Milliarden Mark, wobei das Exportvolumen rund 500 Millionen Mark betrug. Als Stammbetrieb des Kombinats fungierte der VEB Berlin Kosmetik mit rund 1100 Mitarbeitern, der selbst aus der Zusammenlegung 35 kleinerer Betriebe entstanden war. Größter Kombinatsbetrieb war jedoch der VEB Deutsches Hydrierwerk Rodleben mit rund 3000 Beschäftigten. In ihm wurden Fettsäuren als Grundprodukt der Kosmetikindustrie erzeugt.

## Privatisierung

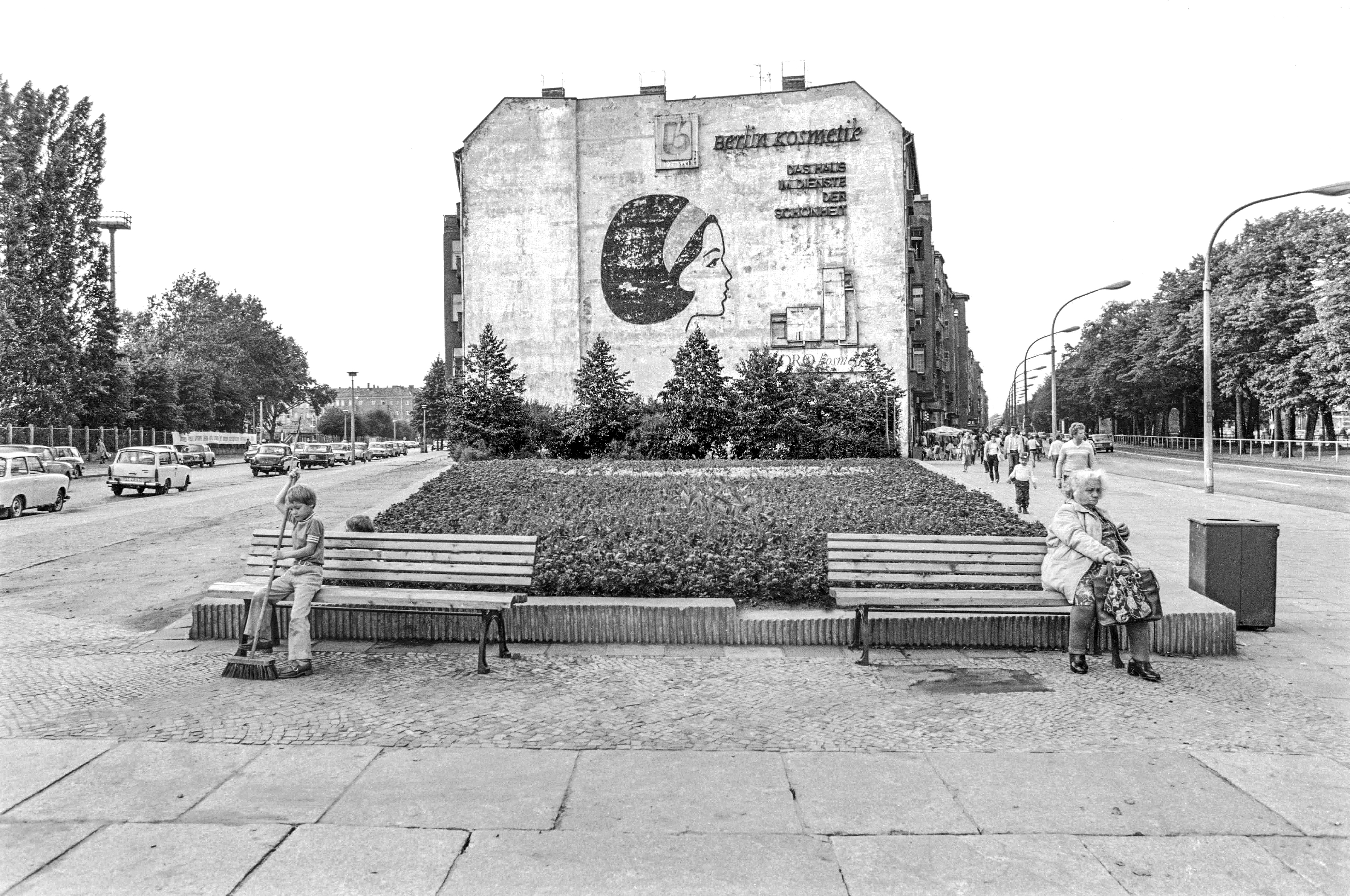
Werbung an der Schönhauser Allee (1986)

Im Zuge der Wende und der anschließenden Wiedervereinigung wurde das Kombinat 1990 aufgelöst und seine Betriebe wurden privatisiert.
Der Stammbetrieb VEB Berlin Kosmetik wurde hierbei in die Berlin Kosmetik GmbH überführt. Wie auch andere privatisierte Betriebe, setzte das Berliner Unternehmen in der Folgezeit auf eine Kombination von Lohnfertigung und Neuentwicklung sowie Fortentwicklung eigener Produkte. Das Unternehmen, das sich ab 1992 in Liquidation befand, wurde 1993 durch den US-Amerikaner Raymond Learsy von der Treuhandanstalt übernommen. Nach einer Insolvenz im Herbst 1997 wurde Berlin Kosmetik durch den Unternehmer Rolf Giesen übernommen und firmierte zu Berlin Cosmetics um. Das Berliner Werk wurde 2006 geschlossen. Die Marken werden weiterhin von Giesens Unternehmen MAXIM Markenprodukte genutzt.
Der VEB Aerosol-Automat Karl-Marx-Stadt in Oberlichtenau – ein Hersteller verschiedener Produkte, die in Spraydosen verkauft wurden (Deodorant, Parfüm, Antimückenspray usw.) – wurde 1990 in Oli Cosmetics GmbH umfirmiert und von einem deutschen Investor übernommen. Diverse Betriebsteile wurden eigenständig privatisiert. Oli Cosmetics wurde 1993 liquidiert.
Der VEB Chemisches Werk Miltitz war ein wichtiger Hersteller von Riech- und Geschmacksstoffen in der DDR. Dieser firmierte um zur Duft- und Aromakompositionen GmbH Miltitz. Das Stammwerk in Miltitz wurde 1993 durch den US-amerikanischen Konzern Bell Flavors & Fragrances aufgekauft. Als weiteres Nachfolgeunternehmen wurde 1992 die Miltitz Aromatics GmbH gegründet. Diese verlagerte ihren Sitz 1993 in den Chemiepark Bitterfeld-Wolfen.
Die Deutsche Hydrierwerke Rodleben GmbH (DHW) wurde im Jahr 1991 durch die indonesische Salim Group übernommen. Seit 2001 ist das DHW Teil der Salim-Tochter Ecogreen Oleochemicals.
Der VEB Elbe Chemie Dresden – zu DDR-Zeiten der größte Hersteller von Zahnpasta im Land – wurde zur Dental-Kosmetik GmbH privatisiert und 1992 durch die Argenta-Unternehmensgruppe, einen Immobilienentwickler, übernommen. Im Jahr 2007 produzierte das Unternehmen Dental-Kosmetik täglich 300.000 Tuben Zahnpasta mit einer Belegschaft von 110 Mitarbeitern.
Der kombinatseigene Hersteller von Aluminiumtuben, der VEB Metallwerk Wasungen, wurde nach seiner Privatisierung von Tubex aufgekauft. Im Jahr 2024 arbeiteten am Standort Wasungen noch rund 170 Mitarbeiter.

## Zugehörige Betriebe
Zum Kombinat gehörten 1990 folgende Betriebe:
- VEB Berlin Kosmetik, (Stammbetrieb)
- VEB Aerosol-Automat Karl-Marx-Stadt in Oberlichtenau
- VEB Chemisches Werk Miltitz
- VEB Deutsches Hydrierwerk Rodleben
- VEB Elbe Chemie Dresden
- VEB Ingenieurbüro für Rationalisierung Karl-Marx-Stadt
- VEB Metallwerk Wasungen
- VEB Plasta Oederan